# Partito Rivoluzionario Cubano
Il Partito Rivoluzionario Cubano (in spagnolo Partido Revolucionario Cubano, PRC) è stato un partito politico cubano fondato da José Martí il 10 aprile 1892 per organizzare l'indipendenza di Cuba e di Porto Rico.

## Storia

### Fondazione

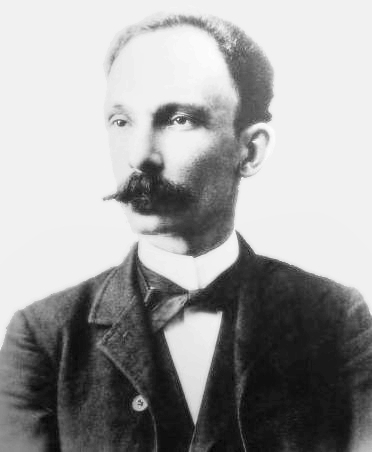
José Martí.

José Martí era un patriota cubano che sosteneva l'indipendenza di Cuba dall'Impero spagnolo e dopo questa "l'ora della seconda indipendenza" per impedire l'espansione degli Stati Uniti nell'America Latina. Nella sua strategia continentale, la liberazione di Cuba e Porto Rico fu il primo passo della sua azione politica. Dal 1891 Martí si dedicò alla creazione di un'organizzazione rivoluzionaria e insurrezionale consultandosi con i Cubani in esilio e altri indipendentisti.
Martí concepì la liberazione nazionale di Cuba sulla base ideologica della tensione più radicale, democratica ed egualitaria del liberalismo dell'epoca, con il desiderio di introdurre un governo che garantisse l'uguaglianza razziale e di genere e le libertà civili per tutti.
Il 3 gennaio 1892, al Club San Carlos Club di Key West, José Martí fece conoscere a José Francisco Lamadrid, José Dolores Poyo Estenoz e al colonnello Fernando Figueredo Socarrás, la sua idea di fondare il Partito rivoluzionario cubano (PRC). A partire dal 4 gennaio 1892, un processo di studio e approvazione delle basi e degli statuti segreti iniziò con le comunità di emigrati a Key West, Tampa e New York.  Ogni gruppo esistente nell'emigrazione, o ogni gruppo di cubani che volevano formare un Club, analizzava il documento, suggeriva ciò che riteneva appropriato e la sua approvazione veniva comunicata all'organo centrale di New York. Al termine del processo, avvennero le elezioni delle cariche di delegato, tesoriere, segretario e presidenti degli organi di consiglio negli Stati Uniti (Key West, Tampa, New York, Filadelfia, Martin City), Giamaica e Veracruz. Le personalità elette furono:
- José Martí - delegato;[5]
- Benjamín Guerra - tesoriere;
- Gonzalo de Quesada - segretario;

Il 15 gennaio 1892, José Martí scrisse una bozza delle basi del Partito Rivoluzionario Cubano. L'atto costitutivo fu scritto dal comunista Carlos Baliño.
Il Partito Rivoluzionario Cubano venne fondato ufficialmente il 10 aprile 1892. Il giornale ufficiale del PRC divenne Patria, fondato da Martí il mese precedente. Il Partito operò nella segretezza assoluta, con messaggi cifrati. Per condurre attività di spionaggio e controllo delle attività spagnole a Cuba, fu fondata il 5 gennaio 1895 all'Avana l'Agenzia generale rivoluzionaria per le comunicazioni e l'assistenza.
Tra gli obiettivi principali del PRC vi era quello di organizzare, dirigere e realizzare la "Guerra necessaria" contro l'Impero spagnolo per ottenere l'indipendenza definitiva di Cuba.

### Attività e scioglimento
Martí concepì il piano della Fernandina, che consisteva nella partenza dagli USA di tre navi in date diverse che avrebbero dovuto sbarcare a Cuba simultaneamente in diversi punti dopo aver aggiustato le loro rotte. Tuttavia, il piano fallì quando il governo degli Stati Uniti annunciò la confisca delle tre navi con tutto il loro carico nel gennaio 1895. Il 25 marzo dello stesso anno, Martí scrisse con Máximo Gómez il Manifesto di Montecristi, nell’omonima località della Repubblica Dominicana.
Nel 1895, scoppiò la guerra d'indipendenza contro il Regno spagnolo e con il sostegno degli USA, ma José Martí venne ucciso dalle truppe spagnole durante la battaglia di Dos Ríos del 19 maggio dello stesso anno. Nel 1898, gli Stati Uniti entrarono direttamente nel conflitto e vinsero la guerra ispano-americana, ottenendo il 10 dicembre Cuba, Porto Rico, le Filippine e Guam. Il 21 dicembre 1898, il segretario del PRC Tomás Estrada Palma dichiarò lo scioglimento del Partito perché l'obiettivo dell'indipendenza dalla Spagna era stato raggiunto, ed il successivo 30 dicembre il Partito Rivoluzionario Cubano fu sciolto definitivamente.

## Ideologia
All'interno del Partito Rivoluzionario Cubano confluirono diverse ideologie:
- Indipendentismo: il PRC non aveva fini elettorali ma soltanto l'obiettivo di rendere indipendente Cuba;
- Latinoamericanismo: il PRC aveva un dipartimento per appoggiare l'indipendenza di Porto Rico, mentre quella delle Antille faceva parte del contesto più ampio della liberazione effettiva del continente latinoamericano.
- Antimperialismo: il PRC voleva prevenire e impedire l'espansione degli Stati Uniti verso sud, promuovendo concezioni indigene che rifiutavano qualsiasi legame con il governo o la politica degli USA.
- Antirazzismo: qualsiasi individuo che accettasse le basi e gli statuti poteva appartenere al PRC indipendentemente da razza, nazionalità, religione o genere

## Obiettivi
L'articolo 4 delle Basi del PRC affermava che:
(Bases y Estatutos, Bases art. 4)
Le Basi stabilivano inoltre che il Partito:
1. Doveva raggiungere con lo sforzo congiunto di tutti gli "uomini di buona volontà" l'assoluta indipendenza di Cuba e promuovere ed assistere quella del Porto Rico;[13]
2. Non era destinato a far degenerare la guerra, né a lanciare il Paese in un movimento mal disposto, ma a ordinare una guerra generosa e breve in grado di assicurare la felicità di tutti gli abitanti di Cuba nella pace e nel lavoro;[14]
3. Non era destinato a portare un gruppo vittorioso a Cuba che considera l'isola come sua preda e dominio, ma piuttosto a preparare la guerra per il decoro e il bene dei Cubani;[15]
4. Non doveva attirare la malevolenza dei Paesi con i quali bisognava mantenere relazioni cordiali;[16]
5. Doveva raccogliere i fondi necessari per organizzare e portare la guerra a Cuba;[17]
6. Aspirava a stabilire relazioni con i popoli amici che gli avrebbero permesso di accelerare la guerra.[18]

## Organizzazione
Gli "statuti segreti" (in spagnolo Estatutos secretos) prevedevano un'organizzazione del PRC fondata sull'adesione e l'attività delle associazioni indipendenti favorevoli al programma. Il loro compito principale era la raccolta fondi, per la quale era previsto un contributo volontario di un certo importo da parte dei membri. I presidenti dei circoli di ciascuna località costituivano un Consiglio e la loro elezione si svolgeva annualmente. Designavano inoltre il delegato, il segretario e il tesoriere.  Il ruolo di delegato, assegnato a José Martí, aveva pieni poteri mentre il Consiglio faceva da tramite tra le associazioni e il delegato.
Il principale mezzo di diffusione del Partito era Patria, creato da Martí nel marzo 1892.
Martí nominò successivamente Juan Gualberto Gómez come delegato nazionale e dell'Avana, al quale furono subordinati dei subdelegati provinciali:
- José Azcuy per Pinar del Río;
- Emilio Domínguez per Matanzas;
- Francisco Martínez Pupo per Las Villas;
- Antonio Pequera per Cienfuegos;
- Salvador Cisneros Betancourt per Camagüey.
- Rafael Portuondo Tamayo per Oriente.

Per la carica di generale in capo delle forze paramilitari, fu scelto nel marzo 1892 il veterano della Guerra dei dieci anni Máximo Gómez, proposto da Martí ed eletto da altri veterani. In seguito, Antonio Maceo Grajales accettò di essere il tenente generale.
Martí e Gómez guidarono il delegato nazionale Juan Gualberto Gómez nella creazione dei rami militari paralleli a quelli civili in ogni provincia. I veterani erano organizzati militarmente secondo i gradi acquisiti nelle precedenti guerre e costituivano l'embrione del futuro Ejército libertador o Mambí.